# Seticyphella tenuispora
Seticyphella tenuispora är en svampart som beskrevs av Agerer 1983. Seticyphella tenuispora ingår i släktet Seticyphella och familjen Cyphellaceae.   Inga underarter finns listade i Catalogue of Life.